# Le Marais (quartier parisien)
Pour les articles homonymes, voir Le Marais.
Le Marais est un quartier parisien situé dans la plus grande partie des 3e et 4e arrondissements de Paris, sur la rive droite de la Seine. De même que le quartier de Montmartre, le quartier du Marais n'a aujourd'hui aucune limite géographique précise : c'est un quartier parisien « historique » et non un « quartier administratif ».
Le Marais est une ancienne zone de marécages comprenant dans sa partie nord depuis le XIIe siècle des terres du domaine féodal d'ordres religieux, parmi lesquels l'ordre du Temple et l'abbaye Saint-Martin-des-Champs, qui s'y installent et lotissent d'anciennes terres agricoles de leur domaine au fil des siècles. L'enceinte de Charles V fortifiée édifiée de 1356 à 1358 fixe sa limite au nord-est et à l'est. Le quartier devient le lieu privilégié de résidence de la noblesse et de la grande bourgeoisie parisienne au XVIIe siècle qui font construire des hôtels particuliers dont un grand nombre subsistent. À partir du milieu du XVIIIe siècle le quartier est progressivement délaissé par l'élite parisienne au profit du Faubourg Saint-Honoré et du faubourg Saint-Germain plus proches de la cour de Versailles et qui offrent plus d'espace. La Révolution française achève de chasser les propriétaires fortunés. Le quartier est dès lors occupé par une population d'artisans et d'ouvriers qui occupe les anciens hôtels et construit des ateliers dans les anciennes cours intérieures.
Les grands travaux d'aménagements de Paris du XIXe siècle touchent peu le quartier qui conserve ses rues étroites, mais de nombreux immeubles de qualité sont progressivement détruits. Dans les années 1960, est lancé sous l'impulsion d'André Malraux un programme de sauvegarde et de préservation du quartier, à l'époque délabré et délaissé par les Parisiens. Le quartier préservé est désormais, grâce à ses beaux immeubles, fréquenté par les touristes et recherché par les classes aisées. Au XXIe siècle, il est l'un des quartiers les plus prisés et les plus chers de Paris. De nombreux musées y sont installés.
Plusieurs communautés s'y sont constituées au cours des années : juifs ashkénazes à la fin du XIXe siècle, Chinois après la Première Guerre mondiale, et lesbiennes, gays, bisexuels et transgenres.
Ce site est desservi par les stations de métro Arts et Métiers, Chemin Vert, Filles du Calvaire, Hôtel de Ville, Rambuteau, Saint-Paul, Pont Marie, Saint-Sébastien - Froissart et Temple.

## Historique général du quartier
Le Marais désignait initialement la partie de la rive droite qui s'étendait entre, d'une part, le cours préhistorique de la Seine (avant la captation par le fleuve de l'ancien lit de la Bièvre à partir de l'emplacement du pont d'Austerlitz au Néolithique) qui coulait au nord des actuels grands boulevards jusqu'à proximité de l'actuel pont de l'Alma au pied de la colline de Chaillot et, d'autre part, son cours actuel.
La plus grande partie de ce territoire fréquemment inondé lors des crues était un marécage d'où émergeaient quelques monceaux insubmersibles. Ce marais exploité sous forme de pâturages dès le IXe siècle est progressivement drainé par le creusement de canaux d'écoulement ce qui permet sa mise en culture au début du XIIe siècle, céréales puis jardins maraichers et vergers.
Par la suite, cette désignation ne s'est plus appliquée qu'à une partie de cet ancien marécage, soit, dans sa plus grande extension, le quartier situé entre la Seine, la rue Saint-Martin et les boulevards Bourdon, Beaumarchais, des Filles-du-Calvaire, du Temple et Saint-Martin (à l'emplacement de l'ancienne enceinte de Charles V), comprenant ainsi la plus grande partie des 3e et 4e arrondissements.
Dans un sens plus restreint, le Marais se limiterait au périmètre du secteur sauvegardé défini en 1964 qui inclut la majorité du patrimoine architectural historique, soit le territoire compris entre la rue Beaubourg, la rue du Renard, la Seine de la place de l'Hôtel-de-Ville au boulevard Henri-IV, ce boulevard jusqu'à la place de la Bastille, la rue Jean-Beausire, la rue des Tournelles, la rue de Turenne, y compris sa rive est, la rue de Bretagne et une pointe jusqu'à la rue Béranger.

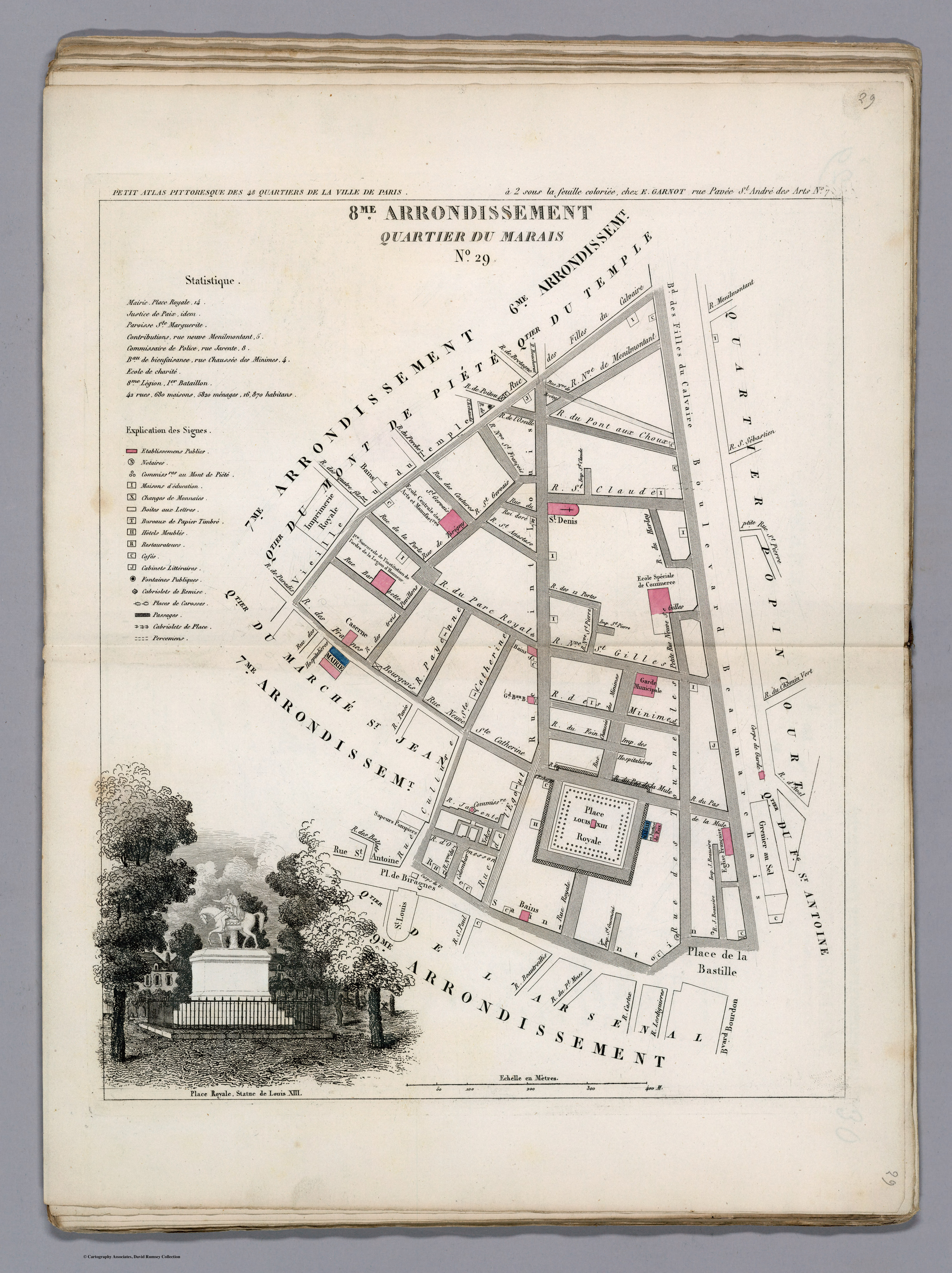
Plan du quartier du Marais dans l'ancien 8e arrondissement en 1834.

### Moyen Âge
Le territoire du Marais ne s'est construit qu'après l'époque gallo-romaine, où la ville (Lutèce) établie sur la rive gauche et l'île de la Cité, ne s'était pas étendue à la zone marécageuse de la rive droite. Cet espace n'était traversé que par trois voies, une première correspondant à l'actuelle rue Saint-Martin dans le prolongement vers le nord du cardo (actuelle rue Saint-Jacques sur la rive gauche), une deuxième se raccordant à celle-ci à l'emplacement de l'actuelle avenue Victoria et se poursuivant en direction de Melun à l'emplacement de la place de l'Hôtel-de-Ville, des rues François-Miron et Saint-Antoine.
Ces voies étaient peut-être d'origine gauloise.
Une troisième voie ancienne, datant probablement du Haut-Empire, se raccordait à celle-ci au niveau de l'actuelle église Saint-Paul-Saint-Louis, suivait le tracé de la rue du Roi-de-Sicile et de la rue de la Verrerie et se prolongeait vers l'ouest par une voie parallèle à la Seine.
L'urbanisation du Marais s'est progressivement étendue de l'époque mérovingienne à la fin du XVIIe siècle à partir du monceau Saint-Gervais à l'abri des inondations où la première trace d'occupation humaine est une nécropole gallo-romaine du Bas-Empire (IVe siècle ou Ve siècle). Après l'assèchement des marais, le développement du territoire correspond aux périodes de croissance démographique (Moyen Âge jusqu'au début du XIVe siècle puis deuxième moitié du XVIe siècle et XVIIe siècle) qui conduisent les propriétaires de domaines féodaux, principalement ecclésiastiques, à lotir les terres agricoles. Cette expansion de la ville est partie des bords de Seine, place de Grève et du monceau Saint-Gervais, en direction de l'ouest et du nord, les derniers secteurs construits étant situés au nord-est du quartier en bordure de l'enceinte de Charles V (boulevards des Filles-du-Calvaire et du Temple).
Les premières églises sont construites sur le tertre insubmersible du monceau Saint-Gervais qui s'étend jusqu'à la rue Beautreillis, Saint-Gervais à son emplacement actuel au VIe siècle au centre de la première paroisse constituée en dehors de l'Île de la Cité et une chapelle à l'origine de la première église Saint-Paul au 32 rue Saint-Paul entre 632 et 642. L'aménagement du port de Grève date probablement de l'époque carolingienne (VIIIe siècle ou IXe siècle).
Les constructions se développent à partir de ce premier noyau sur le bourg Saint-Merri, autre monceau insubmersible.
Une première enceinte du Xe siècle ou du XIe siècle englobe ce bourg, le monceau Saint-Gervais et la rue de la Verrerie qui était la limite des crues extrêmes de la Seine jusqu'au Haut Moyen Âge. L'enceinte de Philippe-Auguste englobe en 1190-1209 un territoire encore en partie non construit qui se bâtit rapidement au XIIIe siècle le long de rues tracées à cette époque dont beaucoup ont disparu. Les rues de la Verrerie et du Roi-de-Sicile faisaient partie d'un chemin parallèle à la rue Saint-Antoine, en liaison avec les Halles.
Au nord, le développement du Marais résulte de lotissements de parties des terrains agricoles de grands domaines ecclésiastiques.
Celui de l'abbaye de Saint-Martin-des-Champs qui crée le bourg Saint-Martin-des-Champs entre la rue Saint-Martin et le rue du Temple.
Celui de l'ordre du Temple construit un prieuré entouré de murailles, à l'extérieur de l'enceinte de Philippe Auguste au niveau de l'actuel square du Temple. Il réalise un important travail de lotissement appelé Ville-Neuve du Temple qui s'étend du prieuré jusqu'à l'enceinte de Philippe Auguste : de cette époque reste le tracé des rues de part et d'autre de la rue des Archives. Plusieurs établissements religieux sont créés aux alentours : les couvents des Blancs-Manteaux, des Billettes (dont le cloître médiéval est le dernier debout à Paris) et d'autres dont les bâtiments ont pour la plupart été démolis, tels ceux du couvent Sainte-Croix-de-la-Bretonnerie ou du prieuré Sainte-Catherine-du-Val-des-Écoliers. Au milieu du XIIIe siècle Charles d'Anjou, roi de Sicile et frère de saint Louis avait fait construire sa résidence au niveau du no 7 de la rue de Sévigné actuelle.
En 1361, le roi de France Charles V regroupe un ensemble de bâtiments connus sous l'appellation de l'hôtel Saint-Pol dans lesquels il s'installe et dans lequel vivra également son fils. Le roi se méfie des Parisiens et en cas d'émeute, il peut se réfugier dans La Bastille, porte mais aussi forteresse, sur la route qui mène au château de Vincennes. Un certain nombre de familiers du roi viennent alors s'installer dans le quartier et l'hôtel des Tournelles devient une seconde résidence royale.

### La Renaissance
Après plus d'un siècle de stagnation démographique (grande peste, guerre de Cent Ans), l'expansion urbaine reprend au XVIe siècle.
François Ier revend par lots l'hôtel Saint-Pol pour couvrir ses dépenses et assainir ses finances. Un quartier est construit sur les rues ouvertes sur les terrains de ce palais dans le quadrilatère entre le quai des Célestins, la rue du Petit-Musc, la rue Saint-Antoine, et la rue Saint-Paul.
À la même époque, les religieux du couvent Sainte-Catherine-du-Val-des-Écoliers se séparent d'une partie de leurs terres cultivées. Du lotissement de la Culture Sainte-Catherine subsistent aujourd'hui 7 hôtels de la Renaissance, dont les hôtels d'Albret, Lamoignon et Carnavalet. À la suite du décès accidentel d'Henri II, Catherine de Médicis obtient la destruction de l'hôtel des Tournelles dont l'emplacement reste un terrain vague pendant un demi-siècle.

### Le grand siècle
La création de la place Royale (future place des Vosges) de 1607 à 1612 à l'initiative de Henri IV relance la construction de grands hôtels particuliers par la haute noblesse. Le premier ministre de l'époque Sully s'établit lui-même dans l'hôtel qui porte encore aujourd'hui son nom. L'ordre des Jésuites décide de bâtir sa maison professe dans ce quartier des élites, autour de l'église Saint-Louis à deux pas de l'église Saint-Paul aujourd'hui disparue. La marquise de Sévigné se rendait régulièrement à la messe dans cette église pour écouter les célèbres homélies du père Louis Bourdaloue. On y entendait la musique des plus grands compositeurs français de cette époque : Marc-Antoine Charpentier, André Campra, Louis Marchand et Jean-Philippe Rameau.
Malgré son abandon, le projet place de France impulse une extension de l'urbanisation de 1610 aux années 1640 sur le dernier grand espace encore non bâti du Marais sur les terrains de la Couture du Temple (entre l'enceinte de Charles V, actuel boulevard des Filles-du-Calvaire, et la rue Charlot) et ceux de la couture Saint-Gervais à proximité, autour de la rue des Coutures-Saint-Gervais et entre la rue Saint-Claude et la rue Saint-Gilles.
Michel Villedo réalise deux églises. Entre 1632 et 1634, sous la direction de l'architecte François Mansart il construit, rue Saint-Antoine, l'église de la Visitation-Sainte-Marie (actuel temple protestant du Marais). L'église sera fermée en 1793 et transformée en dépôt de livres, elle sera affectée au culte protestant en 1802. En 1643, rue du Temple, il continue pour la terminer vers 1646 la construction de l'église Sainte-Élisabeth-de-Hongrie, commencée en 1628 par le maître-maçon Louis Noblet et arrêtée en 1631. L'église sera consacrée par Jean-François Paul de Gondi, futur cardinal de Retz, alors coadjuteur de l'archevêque de Paris.
Le Marais connaît son âge d'or au XVIIe siècle.
Le dernier territoire encore non construit du Marais, d'une étendue plus limitée, est aménagé dans les années 1690 sur des terrains appartenant à l'ordre du Temple entre l'enclos du Temple et le boulevard du Temple, assainis à la suite du détournement d'un égout. Des hôtels particuliers et un couvent sont construits le long de la rue de Vendôme, actuelle rue Béranger ouverte à cette époque.

### L'assoupissement auxXVIIIesiècleetXIXesiècle
Quelques beaux hôtels particuliers sont encore construits dans la première moitié du XVIIIe siècle mais le Marais est progressivement délaissé par la haute noblesse qui préfère s'établir à l'ouest dans le faubourg Saint-Germain à partir de la fin du XVIIe siècle. S'il n'est plus le quartier à la mode, la plupart des membres de la moyenne noblesse, les magistrats, conseillers d'État, officiers de justice restent dans le quartier dans leur hôtels ou spacieux appartements. Au milieu du XVIIe siècle, la noblesse ne comptait cependant que 3000 personnes sur environ 100 000 habitants, la majorité de la population étant composée de bourgeois, d'artisans, de commerçants.
À la fin du XVIIIe siècle et alors que le quartier est saturé de constructions, apparaît un plus grand souci d'urbanisme amplifié à l'occasion de la Révolution française. Les cimetières paroissiaux des églises Saint-Gervais-Saint-Protais et Saint-Paul sont transférés en dehors de la ville et des marchés sont créés à l'emplacement de l'église Sainte-Catherine et de l'hôpital Saint-Anastase (actuel espace des Blancs-Manteaux).
Le départ des élites à la Révolution française amplifie le délaissement. Les hôtels particuliers et cours d'immeubles sont investis par une population de condition modeste constituée d'artisans et de petits commerçants.
La démolition de l'enclos du Temple et de ses bâtiments au début du XIXe siècle libère des terrains où sont tracées quelques rues autour du carreau du Temple suivies de la construction de la Mairie d'arrondissement et de l'aménagement du square du Temple.
S'il n'est plus habité par les classes privilégiées, le Marais contrairement au Faubourg Saint-Antoine voisin, n'est pas non plus un quartier remuant. Tel qu'il est décrit par Balzac au cours de la première moitié du XIXe siècle, c'est un quartier de rentiers, d'employés, de fonctionnaires, une petite bourgeoise peu entreprenante.
Les transformations haussmanniennes ne touchent le secteur qu'assez marginalement : quelques percées entreprises ne sont qu'ébauchées ainsi la courte rue Roger-Verlomme qui devait faire partie d'un grand axe du boulevard Beaumarchais à la rue Rambuteau ou sont situées à sa périphérie Turbigo ou Réaumur. Cependant les règles d'alignement pour les nouvelles constructions amènent la création de « dents creuses » ou de rues de largeur irrégulière en raison de l'échec d'une réglementation complexe avant son interruption après le Second Empire.
Plusieurs hôtels particuliers sont cependant détruits indépendamment de percées de grands axes , ainsi l'hôtel d'Effiat démoli en 1882 pour créer une impasse, la rue du Trésor. Les autres bâtiments historiques sont souvent mal entretenus et défigurés par des constructions parasites (notamment ateliers artisanaux) mais ces modifications préservent l'essentiel du gros œuvre ce qui permettra les restaurations de la fin du XXe siècle.

### Évolution depuis la Seconde Guerre mondiale: d'un quartier dégradé à la gentrification
Dans la première moitié du XXe siècle, la question de la destruction d'îlots insalubres fait débat, encouragée autant par des hygiénistes, des architectes modernes, des spéculateurs que des antisémites pendant l'Occupation.
Ainsi, l'îlot insalubre n° 16, espace compris entre la place Saint-Gervais, la rue François-Miron, la rue Saint-Paul et la Seine, dont l'un des projets avait programmé l'arasement total à l'exception de trois bâtiments historiques (église Saint-Gervais, église Saint-Louis-Saint-Paul et hôtel de Sens), est en partie détruit avant la création d'un secteur sauvegardé par la loi Malraux. La seconde partie du siècle voit au contraire le Marais devenir un quartier gentrifié,. Quartier dégradé jusque dans les années 1960, le Marais est devenu un des symboles de la gentrification et est devenu en quelques décennies l'un des quartiers les plus prisés de la capitale française.

## Hauts lieux de l'histoire du Marais
Quelques vestiges d'architecture civile du Moyen Âge peuvent encore être observés : principalement des portions de l'enceinte de Philippe Auguste, la tour-portail de l'hôtel de Clisson, le porche d'entrée ainsi que la tour- escalier de l'hôtel des archevêques de Sens et la maison de Nicolas Flamel mais aussi des éléments de la maison d'Ourscamp (cellier, partie du rez-de-chaussée) et le cellier de l'hôtel de Beauvais (alors maison de ville des abbés de Chaalis).
Si la plupart des constructions de la Renaissance ont disparu, le patrimoine de cette époque est déjà davantage représenté : hôtel de l'Abbaye de Maubuisson, bâtiment à colombages rue des Barres qui date du XVIe siècle, hôtel Raoul de la Faye rue Sainte-Croix-de-la-Bretonnerie du début du XVIe siècle non visible de la rue, l'hôtel de Marle édifié vers 1560, l'hôtel de Donon datant de 1575, l'hôtel d'Albret de 1545, l'hôtel Carnavalet de 1545.
Le Marais est particulièrement riche en bâtiments des XVIIe siècle et XVIIIe siècle, son époque la plus prospère.

### La place des Vosges (place royale)

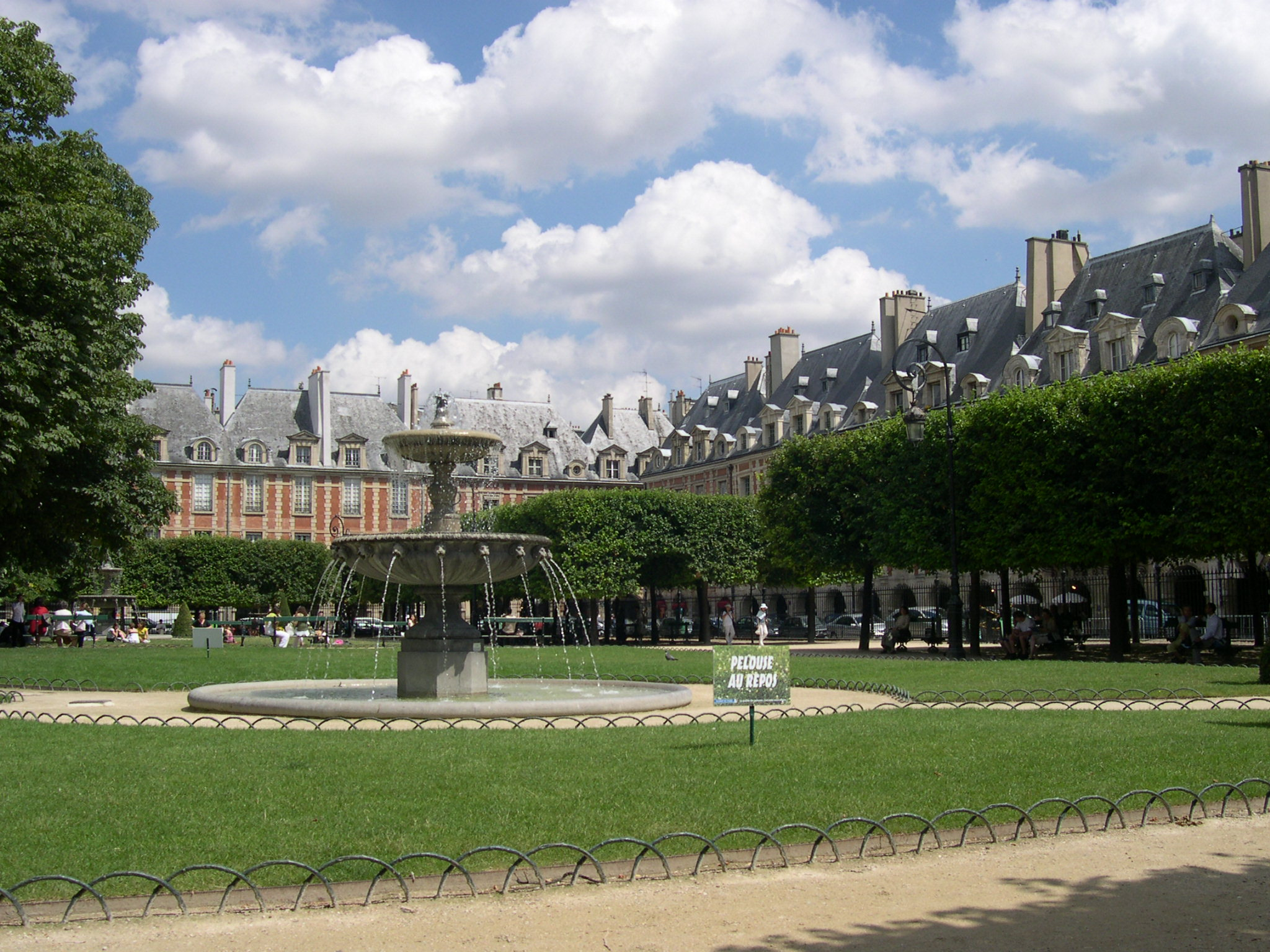
Vue d'ensemble de la place des Vosges.

Initiative d'Henri IV et marque renouvelée de la monarchie française pour sa capitale, elle a été la première place monumentale de Paris et utilisée pour les cérémonies officielles, tel le mariage de Louis XIV et Marie-Thérèse d'Autriche : le square actuel ne date que du XIXe siècle. Le roi Henri IV avait conçu le plan des façades, dont l'édification effective a été réalisée par les particuliers auxquels avaient été concédés les lots : ainsi s'expliquent les différences visibles d'un hôtel à l'autre.
Lors de son accession au pouvoir, Napoléon lui a donné le nom du premier département à jour de ses impôts, à l'occasion de la remise en ordre des finances publiques.

### Église Saint-Paul-Saint-Louis

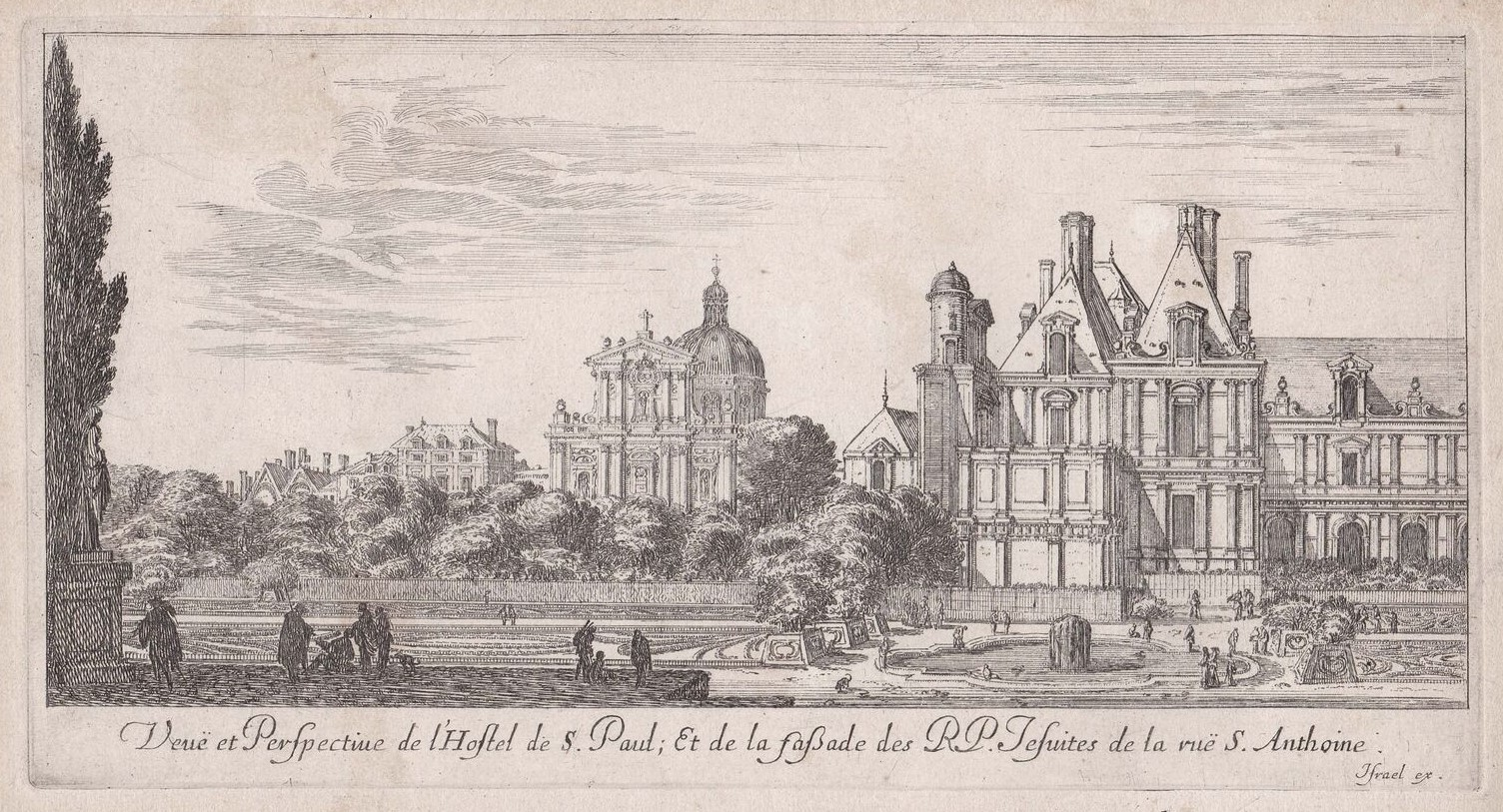
L'église Saint-Louis des Jésuites, par Israël Silvestre - ca. 1650.

Dans le cadre de la Contre-Réforme, les jésuites établissent leur maison professe et leur église Saint-Louis au cœur du quartier aristocratique de la capitale.
L'édifice est un exemple d'église à coupole qui associe les styles italien et français.
La première messe y est célébrée par le cardinal de Richelieu en 1641 et le monument accueille jusqu'à la Révolution les monuments abritant les cœurs de Louis XIII et de Louis XIV.
En 1802, l'église devient paroissiale sous son nom actuel, à la suite de la destruction de l'église Saint-Paul-des-Champs dont il ne subsiste aujourd'hui qu'un pan du clocher.

### Le musée Carnavalet
L'hôtel est acheté en 1866 par le baron Haussmann pour être consacré à l'histoire de Paris.
Le musée est étendu en 1989 à l'Hôtel Le Peletier de Saint-Fargeau.
Fermé en octobre 2016 pour rénovation, il a rouvert ses portes au public le 29 mai 2021.
Il propose un grand nombre de peintures qui évoquent des aspects d'époque et aujourd'hui disparus de la capitale : port de Bercy, ancien hôtel de ville, cimetière puis marché des Saints Innocents, ancien hôtel-dieu, palais des Tuileries, moulins de Montmartre...
Il présente également des maquettes : Ile de la Cité avant son réaménagement par Haussmann, La bastille (taillée dans une des pierres de l'édifice) dont la haute silhouette dominait le quartier, le quartier de l'hôtel de Sens avant sa rénovation (voire reconstruction)...
Il contient aussi un grand nombre de décors intérieurs d'hôtels particuliers datant des XVIIe siècle et XVIIIe siècle, ainsi qu'une importante collection d'enseignes commerciales.

### Le quartier des Blancs-Manteaux
Autour du square Charles-Victor-Langlois, emplacement de l'ancien cloître des Blancs-Manteaux, se trouvent :
- l'église Notre-Dame-des-Blancs-Manteaux, dotée de la façade de l'église des Barnabites, rapatriée de l'île de la Cité ;
- l'espace culturel des Blancs-Manteaux, ancien marché ;
- le théâtre des Blancs-Manteaux.

### Le quartier des Archives nationales
Il est constitué des hôtels de Soubise, de Rohan-Strasbourg et des hôtels adjacents. À la suite du réaménagement des Archives nationales, l'ensemble des jardins est désormais accessible au public.
L'hôtel de Soubise date de la fin du règne de Louis XIV et a succédé à deux autres hôtels prestigieux : celui du connétable Olivier de Clisson, compagnon d'armes de Bertrand Du Guesclin (dont il reste la porte), remplacé à la Renaissance par celui des ducs de Guise, qui dirigèrent l'insurrection de la capitale contre Henri III en 1588.
L'hôtel de Rohan-Strasbourg est en cours de rénovation et doit accueillir les intérieurs de l'hôtel de la Chancellerie d'Orléans (aujourd'hui détruit) que la Banque de France avait conservé dans ses réserves.

## Le Marais aujourd'hui
En 1964, notamment conforté par l'impact culturel et artistique que représentait le festival du Marais à l'époque, André Malraux fait du Marais le premier « secteur sauvegardé » régi par un plan de sauvegarde et de mise en valeur (PSMV) et abritant de nombreux musées et lieux historiques de mémoire à l'architecture d'exception. Le règlement du PSMV, publié et rendu ainsi opposable aux tiers le 16 avril 1965 pour 126 hectares, ne fut cependant approuvé que le 24 août 1996. Le Marais et une grande partie du 7e arrondissement sont, à ce jour, les deux seuls secteurs parisiens à bénéficier de cette protection spécifique. Ces deux plans sont aujourd'hui[Quand ?] en cours de révision.
De même que le quartier de Montmartre, le quartier du Marais n'a aujourd'hui aucune limite géographique précise : c'est un quartier parisien « historique » et non un « quartier administratif ».
| Image externe |                        |
|               | Plan du Marais actuel. |

### Le quartier juif

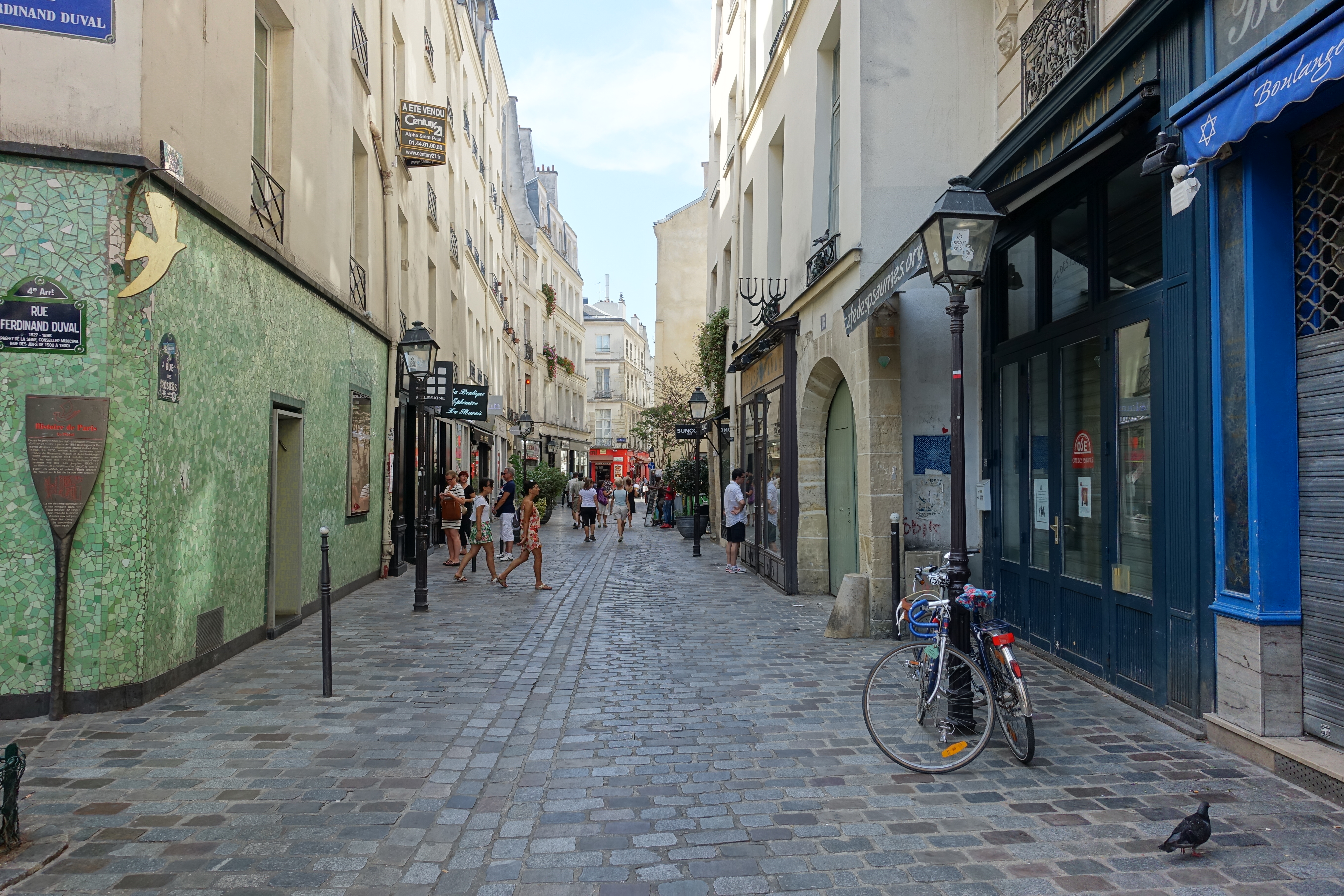
Rue des Rosiers, Le Marais en 2016.

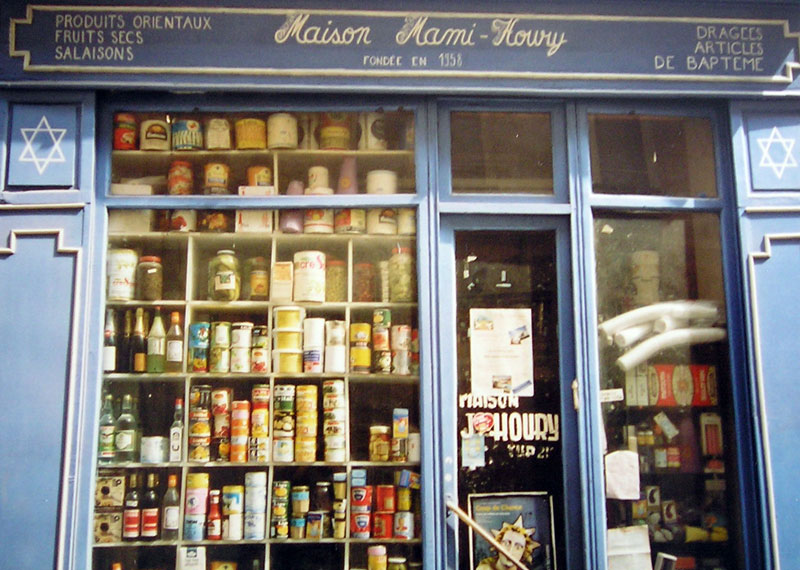
Magasin juif dans le Marais.

Le quartier juif du Marais était déjà présent au Moyen Âge, dès le XIIIe siècle. Cette communauté se maintint jusqu’à l’expulsion des juifs de France à la suite de la vague antijudaïque causée par la pandémie de peste noire au XIVe siècle. Après l’Émancipation des Juifs en 1791, une communauté se reconstitua, alimentée par le retour des juifs d’Alsace[réf. non conforme]. 
De la fin du XIXe siècle jusqu'à la Seconde Guerre mondiale, environ 110 000 juifs ashkénazes, fuyant la misère et les persécutions dont ils étaient victimes en Europe de l'Est, se sont installés autour de la rue des Rosiers, dans le quartier nommé Pletzl, où se trouve de nombreux restaurants et pâtisseries casher, des librairies, petites synagogues, lieux de prière.
La synagogue de la rue Pavée fut construite en 1913 par Hector Guimard pour une association issue de neuf sociétés juives orthodoxes d'origine essentiellement russe, présidée par Joseph Landau, et constituait la plus importante synagogue du Pletzl. À l'occasion du Yom Kippur de 1940, les Allemands firent exploser cette synagogue, mais elle a depuis été restaurée et inscrite aux monuments historiques.
Aujourd'hui, les plaques gravées apposées sur les édifices du quartier gardent la mémoire des 25 000 personnes, hommes, femmes et enfants, exterminées dans les camps nazis durant la Seconde Guerre mondiale.

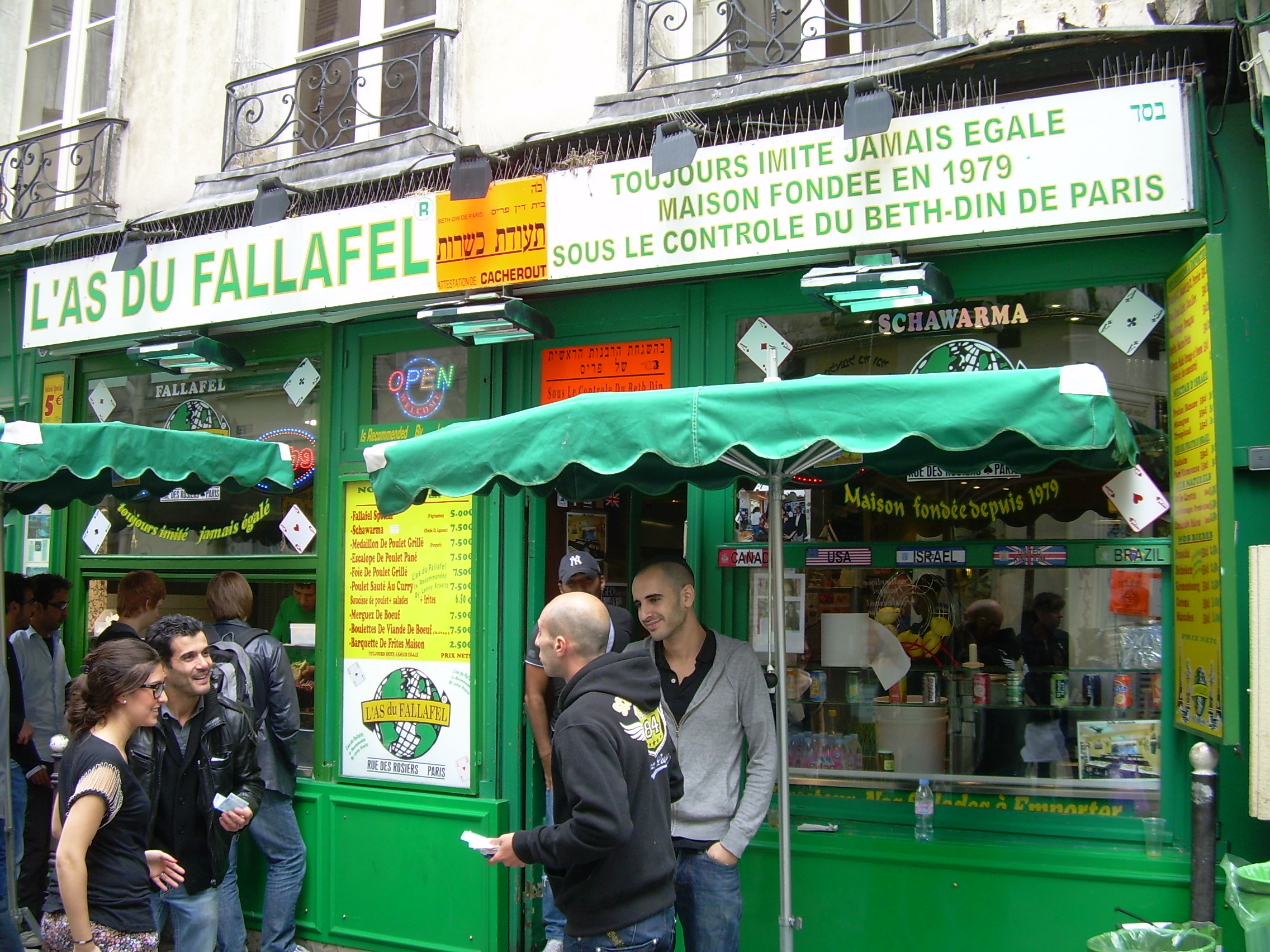
Restaurant casher de falafels rue des Rosiers.

Le Marais abrite depuis 1998 le Musée d'art et d'histoire du judaïsme (MAHJ), qui retrace notamment l'histoire de la population juive du quartier.

### Le quartier chinois
Le nord-ouest du Marais abrite également une communauté chinoise originaire de Wenzhou. Ainsi, on peut découvrir, rue du Temple et à proximité de la République, l'église Sainte Élisabeth de Hongrie - Notre Dame de Pitié qui abrite la Mission catholique chinoise.
Pendant la Première Guerre mondiale, la France manque de bras à l'arrière et particulièrement d'hommes durs à la peine. À la demande de la France, l'Empire du Milieu finit par envoyer plusieurs milliers de ses ressortissants, à la condition expresse que ces derniers ne participent pas directement aux combats. Établis initialement à l'ilot Chalon près de la gare de Lyon, certains sont restés pour s'installer en 1954 autour de la rue au Maire.
Aujourd'hui, leurs activités de commerçants en bijouterie et maroquinerie les poussent à investir les boutiques et ateliers du nord du 3e arrondissement et, au-delà, dans le quartier du Sentier.

### Le quartier des galeries
De nombreuses galeries d'art se sont installées dans le Marais, particulièrement depuis la réouverture du Musée Picasso en 2014 à la suite de travaux de rénovation.

### Le quartier LGBT+
Depuis les années 1980, le quartier a vu le renforcement d'une communauté LGBT, regroupée essentiellement autour de la rue Sainte-Croix-de-la-Bretonnerie, à travers la fréquentation de bars, restaurants, librairies, magasins de vêtements et l'acquisition de biens immobiliers. Ces commerces marquent une mutation dans le sens où ils sont désormais ouverts sur la cité. On parle alors de quartier gay (le terme « gay » entendu ici au sens anglophone, c'est-à-dire l'ensemble des populations LGBT et non pas dans au sens francophone, généralement restreint aux hommes homosexuels). Fort d'un succès international il est aujourd'hui un symbole du renouvellement du quartier. Toutefois, avec l'évolution des mentalités et sous la pression des prix de l'immobilier, les commerces LGBT sont progressivement remplacés par des boutiques de vêtements de marque.
Par exemple, la librairie emblématique Les Mots à la Bouche a été contrainte de quitter le quartier en 2020.

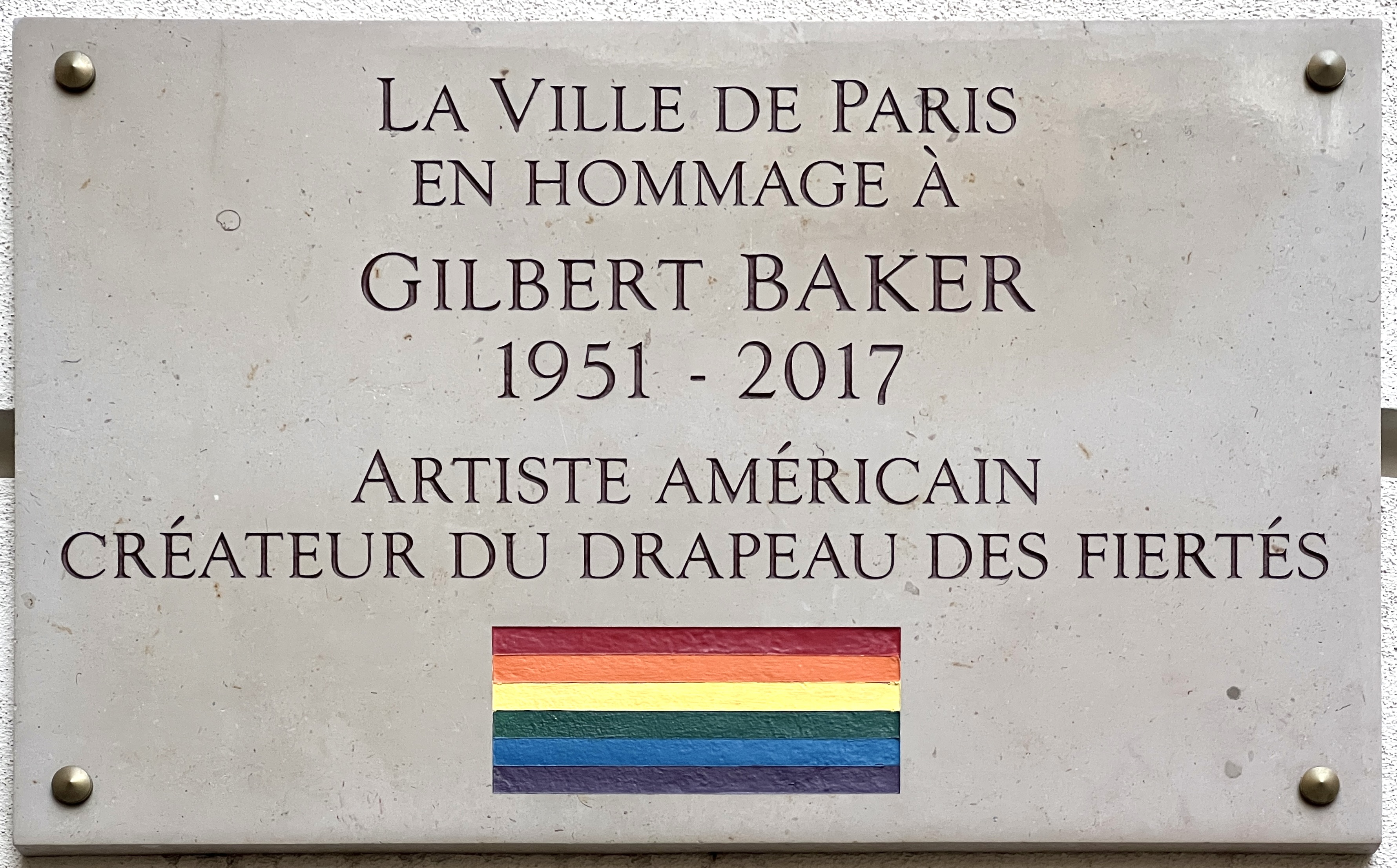
Mémorial officiel en hommage à Gilbert Baker sur la place des Émeutes-de-Stonewall.
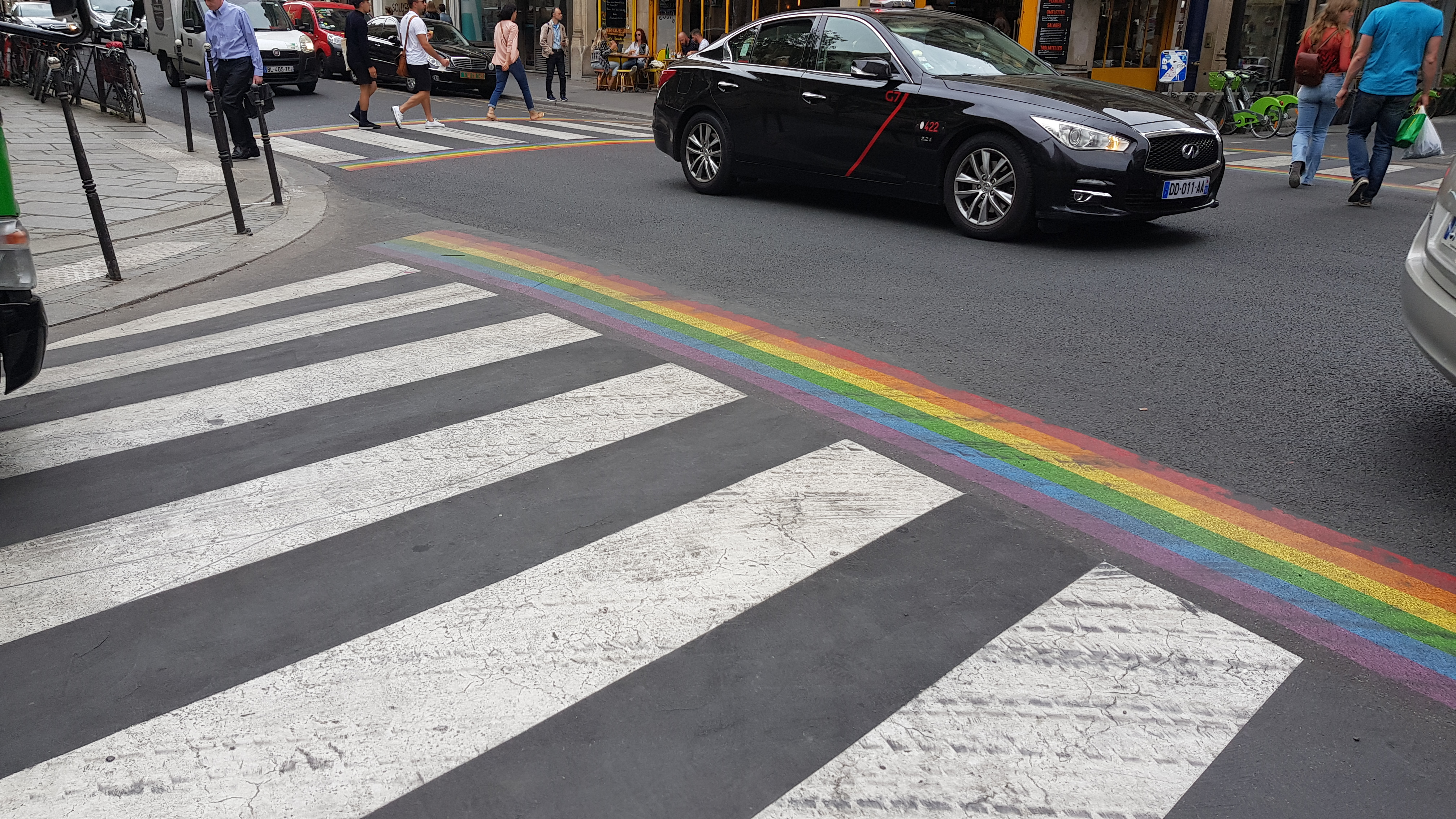
Passage piéton aux couleurs du drapeau arc-en-ciel dans le quartier du Marais en 2018, situé sur le carrefour de la place Harvey Milk.
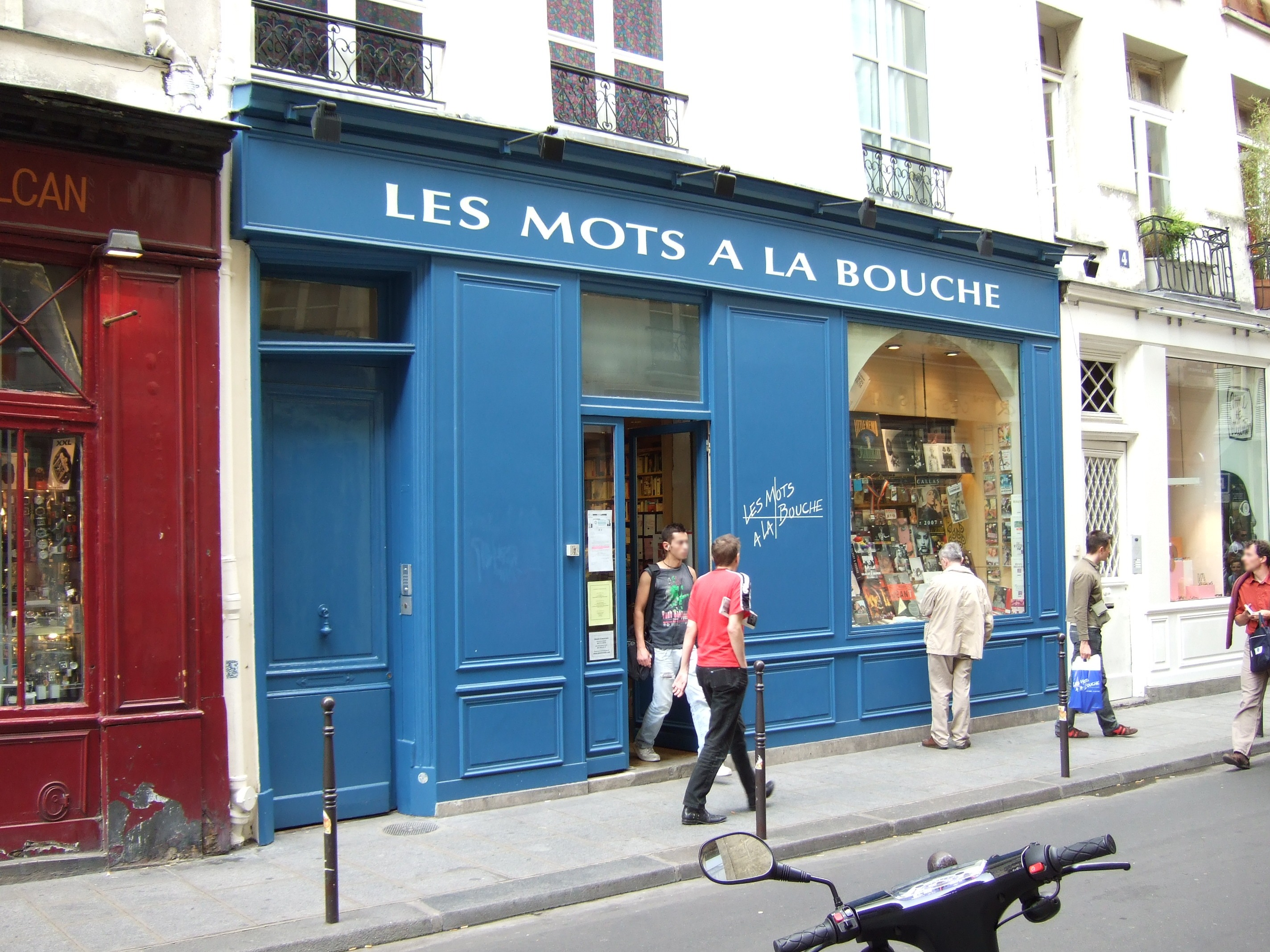
Librairie Les Mots à la Bouche dans le quartier gay

### Le quartier des horlogers
C'est le quartier parisien des fournisseurs de matériel d'horlogerie, des réparateurs-artisans en pendulerie. Depuis le début du XIXe siècle, ils sont situés majoritairement autour du square du Temple, ainsi que dans les rues avoisinantes.